# Egron Lundgren

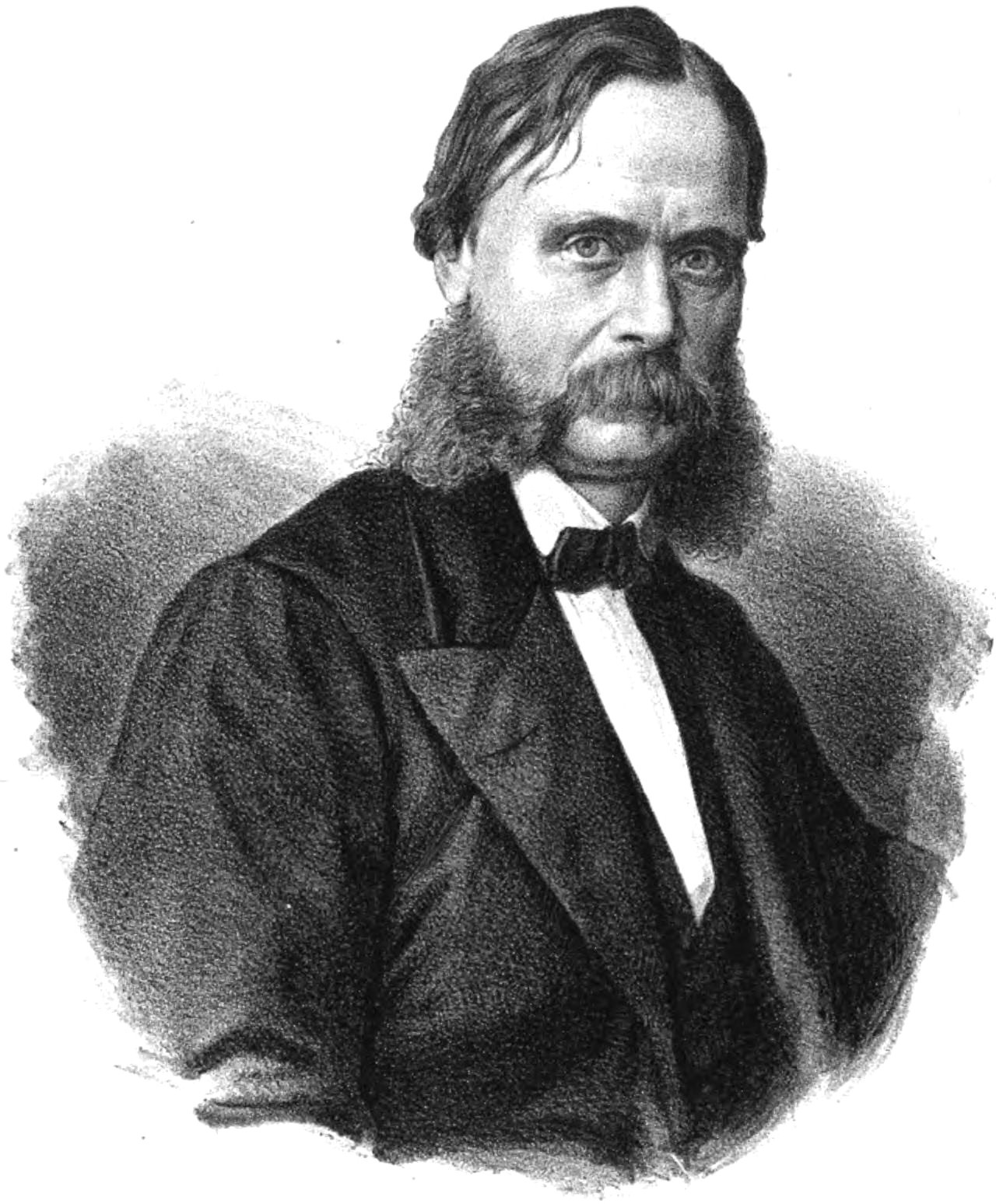
Retrato de Egron Lundgren. Litografía. 1865

Egron Sellif Lundgren (18 de diciembre de 1815, Estocolmo, Suecia - 16 de diciembre de 1875, ibidem) fue un pintor de acuarelas sueco.

## Biografía
Fue el sexto hijo de Erik Lundgren y Maria Elisabeth Fåhreus. Egron pertenecía a una familia acomodada dedicada al comercio de la seda. Su padre falleció en su infancia. Mostró afición por la pintura desde niño. Empezó a estudiar en la Escuela de Tecnología de Estocolmo con 17 años. Trabajó de fundidor en una fábrica de Finspång. Dejó la fábrica en 1835 para ingresar en la Escuela de Bellas Artes de Estocolmo. En 1839 abandonó la academia con una beca para continuar sus estudios en París, donde fue discípulo de Leon Cogniet y compañero de Alfred Dehodencq. Estuvo influenciado por la obra de Rembrandt y Durero. Recibió clases de Arqueología e Historia del Arte en el Biblioteca Real francesa con el profesor Raoul Rochette, y de perspecetiva en la Escuela de Bellas Artes de la ciudad. Deseaba conocer Italia, y en 1841 se trasladó a Roma. En esa ciudad se encontró con pintores suecos y daneses y se relacionó de forma estrecha con un nutrido grupo de alemanes. Sumaría a sus conocimientos las influencias de Tiziano, Veronés y Rafael, y visitaría Florencia, Venecia, Nápoles, Capri, Sorrento, Amalfi, Salerno y otras ciudades. Su madre falleció en 1846. Ingresó en la Guardia Cívica en 1848 y pasó a formar parte de la guarnición del castillo de Sant'Angelo de Roma.
En marzo de 1849 decidió trasladarse una temporada a España. Partió de Marsella hasta Barcelona y, posteriormente, fue a Valencia, Alicante, Granada y Cádiz. Luego remontó el Guadalquivir en un barco de vapor y se instaló en Sevilla en agosto de 1849. En Sevilla puso su taller y logró cierta fama. En la ciudad entabló amistad con el británico F. W. Topham, con quien se trasladó a Londres en 1853. Entabló amistad con John Phillip. Puso un nuevo taller en esta ciudad. En abril de 1854 la reina Victoria quiso ver su colección de dibujos españoles. Tras esto, empezó a trabajar de pintor de la reina, trasladándose durante una etapa a la corte en Balmoral. Su estancia en este país le dio mayor notoriedad. En 1857 volvió a Sevilla. Posteriormente, retornó a Inglaterra para realizar un encargo la reina y en 1858 firmó con contrato con la editorial Agnew & Sons para pintar en la India. Tras una estancia en la India regresó a Londres en 1859. Posteriormente realizó algunos viajes por Europa y Egipto. Volvió a Suecia en 1860 y, posteriormente, volvió a visitar España. Posteriormente, viajó de nuevo a Italia.
Joh Phillip falleció en 1867. Él compró una casa en Hästagan, Suecia, donde había veraneado un par de veces, y puso un estudio cerca de los jardines de Drottningholm. En invierno se trasladó de nuevo a Sevilla. En mayo de 1868 regresó a Estocolmo. Realizó algunos viajes esporádicos y falleció en esta ciudad en 1875.